# Dust Networks
Dust Networks Inc. — це американська компанія, що спеціалізується на розробці та виробництві бездротових сенсорних мереж для промислового застосування, включаючи моніторинг процесів, моніторинг технічного стану, управління активами, моніторинг навколишнього середовища, охорони здоров'я та безпеки (EHS) та керування живленням.
Dust Networks співпрацює з галузевими групами та групами стандартів, такими як WirelessHART, IEEE та IETF, щоб сприяти впровадженню сумісних бездротових сенсорних мережевих продуктів.

## Професійна діяльність
Крістофер Пістер є професором Каліфорнійського університету в Берклі, де він викладає з 1997 року. До цього він був професором Каліфорнійського університету в Лос-Анджелесі. Його зазвичай вважають винахідником і ключовим реалізатором розумного пилу, а також засновником і поточним технічним директором Dust Networks, компанії, що комерціалізує концепцію розумного пилу. Dust Networks потім була куплена компанією Linear, але все ще зберегла свою оригінальну назву (Dust Networks).
Крістофер Пістер спочатку зосереджувався на мікроелектромеханічних системах, а потім переніс свою лабораторну увагу на інтегральні схеми.
Проект Smart Dust  намагався продемонструвати, що повна сенсорна/комунікаційна система може бути створена з сенсорів розміром один кубічний міліметр. Це включало прогрес у мініатюризації, інтеграції та енергоменеджменті. Основна увага проекту не залежала від будь-якого конкретного датчика та розглядала як комерційні, так і військові програми, зокрема:
Пов’язані з обороною сенсорні мережі, такі як спостереження за полем бою, моніторинг договорів, моніторинг транспорту.

## Технології
Бездротові сенсорні мережі намагаються підвищити надійність передачі та швидко адаптуватись у разі збою передачі та автоматично обходити збійні з’єднання. Для цього потрібен вбудований мережевий інтелект, який встановлює, підтримує та використовує надлишкову маршрутизацію з кількома стрибками від джерела до пункту призначення.
Dust Networks реалізує повнокомпонентні мережі, які іноді називають «сіткою до краю», які забезпечують надлишкову маршрутизацію до краю мережі. У повнокомпонентній мережі кожен пристрій має однакові можливості маршрутизації та здатний «вирішувати», де йому належати в структурі маршрутизації на основі того, з якими іншими вузлами він може обмінюватися даними, його близькості до мережевого шлюзу та навантаження трафіку. Це дозволяє самоформуватися і самовідновлюватися. Модулі з кількома мікросхемами, які використовуються для керування цими мережами, поділяються на «шлюзи» та «моти» (або моте-модулі). Потім шлюзи підключаються до більших мереж, які використовуються для прийняття рішень на великих промислових підприємствах (нафтопереробні заводи, хімічні заводи, виробничі потужності тощо). 
Компанія перейшла від використання власного протоколу під назвою TSMP (Time Synchronized Mesh Protocol) до WirelessHART і запустила ініціативу на основі Інтернет-протоколу на підтримку Інженерної робочої групи Інтернету (IETF), зосередженої на використанні IP-мереж у містах. інфраструктура, автоматизація будівель, облік комунальних послуг та інші бездротові сенсорні мережі.

## Інтернет-ресурси
- UC Berkeley Smart Dust Project
- Kris Pister's Smart Dust Page